# Ichneumon acetimuscorum
Ichneumon acetimuscorum är en stekelart som beskrevs av Christ 1791. Ichneumon acetimuscorum ingår i släktet Ichneumon och familjen brokparasitsteklar. Inga underarter finns listade i Catalogue of Life.